# Ángel Hernández Morales
Ángel Hernández Morales (Jaraíz de la Vera, Cáceres, 1911-Santander, Cantabria, 23 de junio de 2008) fue un arquitecto español.

## Trayectoria
Titulado en la Escuela Técnica Superior de Arquitectura de Madrid en 1940, obtuvo el doctorado en 1959. Nada más acabar la carrera, obtiene por concurso nacional la plaza de arquitecto municipal del Ayuntamiento de Huelva, puesto que ostenta hasta 1944, a pesar de que un año antes había ganado, también en concurso nacional, la plaza de arquitecto municipal de Sevilla. 
En el año 1944 obtiene la plaza de arquitecto de la Diputación Provincial de Santander, cargo que desempeña hasta su jubilación, en 1981. Durante esta época redacta las Normas Generales de Urbanización de la Provincia de Santander, así como planes de ordenación para núcleos como Sarón, Los Corrales de Buelna, las playas de Castro Urdiales y Oriñón, así como el Plan Comarcal de Santander.
Entre sus proyectos más relevantes pueden destacarse el Monumento al Indiano y a la Marina de Castilla en Peña Cabarga, el Teleférico de Fuente Dé, el primer Museo de Altamira, la iglesia de Espinama, el edificio Sotoliva en el puerto de Santander, la antigua Escuela Superior de Náutica (la actual Escuela Náutico-Pesquera), el Museo Marítimo del Cantábrico el edificio de viviendas Capitol en la misma ciudad.
Además de su temprana actividad como aviador, que le permitió proyectar varios aeropuertos como el primero que existió en Parayas, escribió varios libros sobre conservación y rehabilitación del patrimonio.

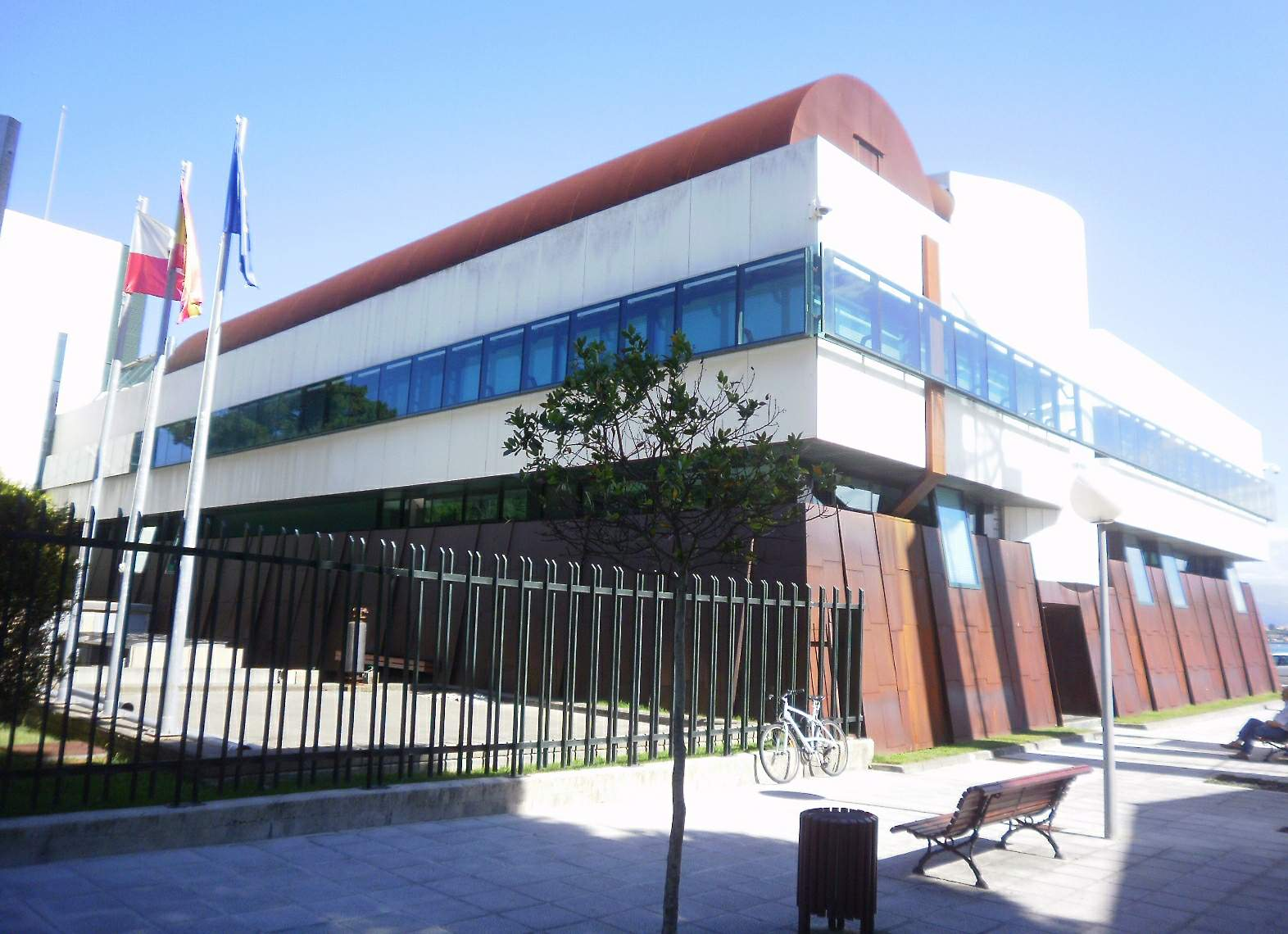
Museo Marítimo del Cantábrico]].
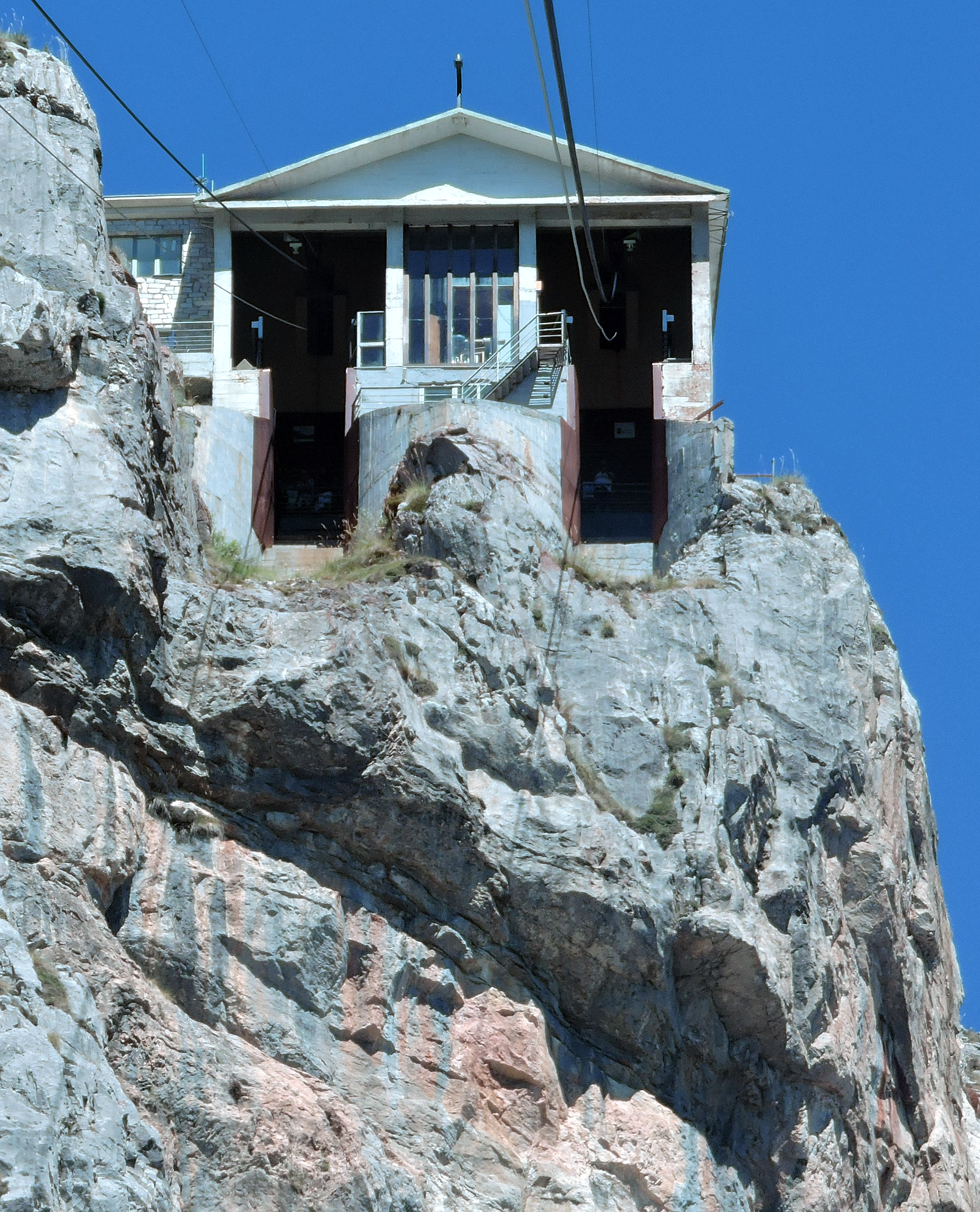
Teleférico de Fuente Dé.
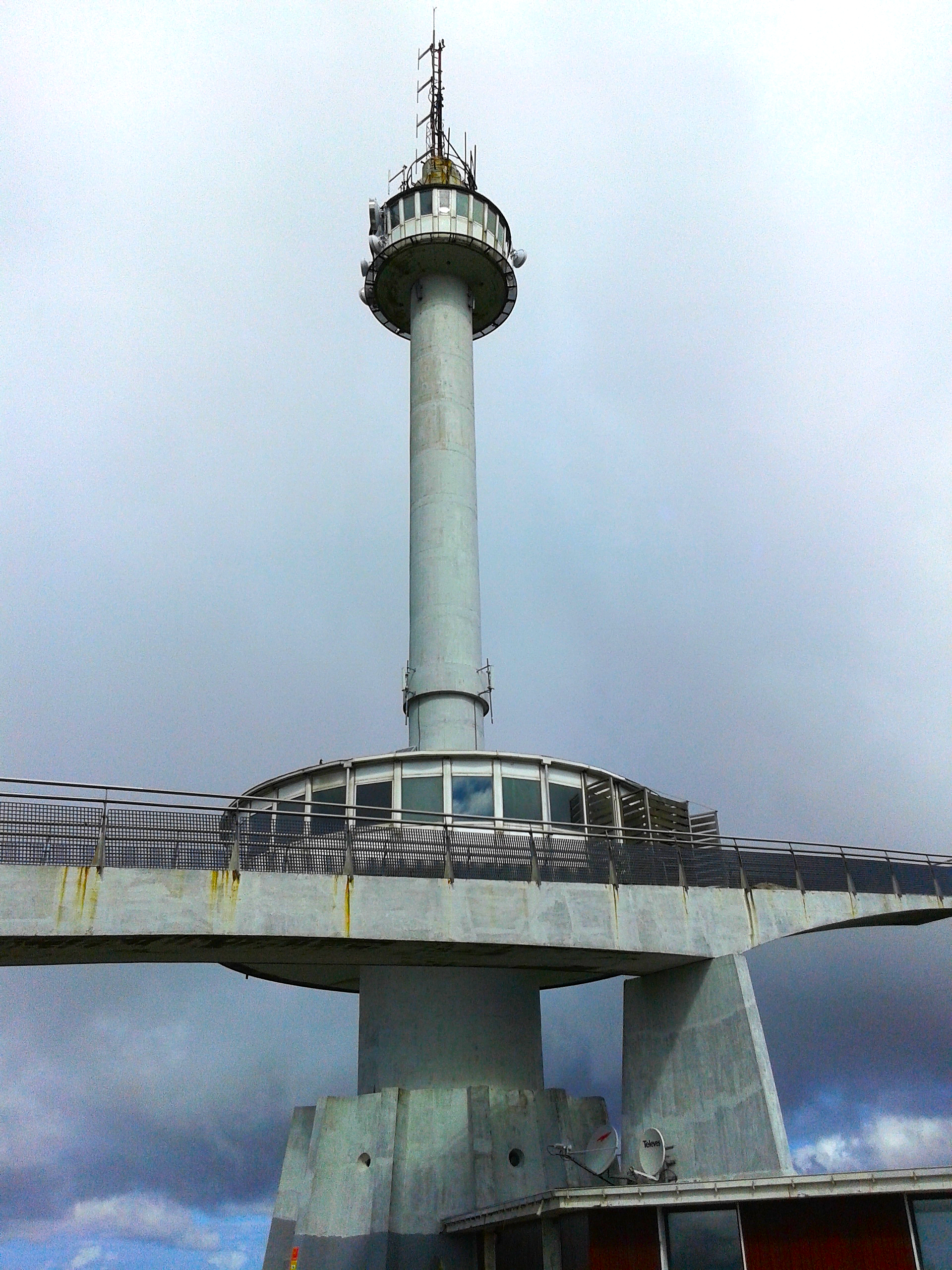
Monumento al Indiano, en el macizo de Peña Cabarga.
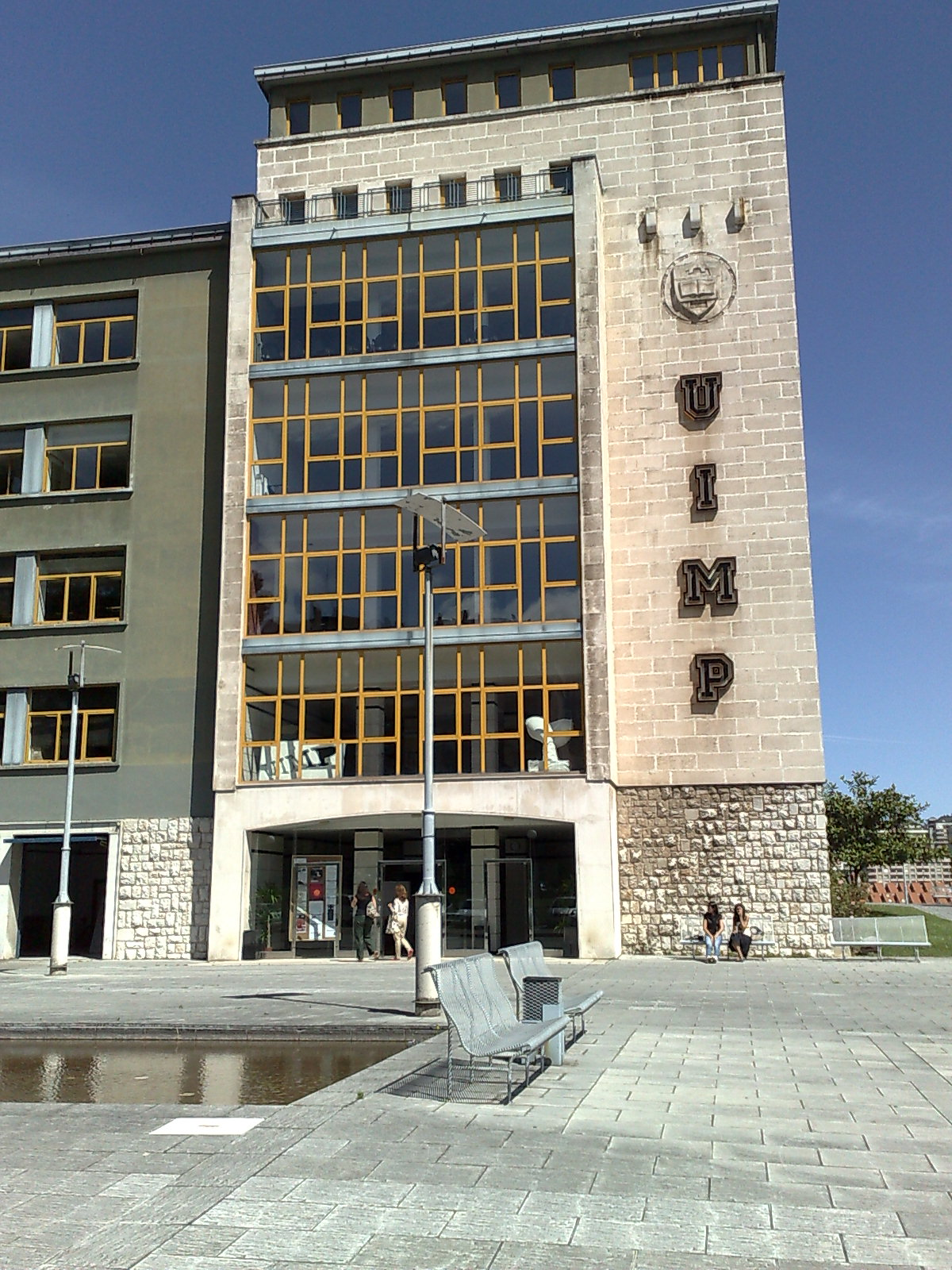
Campus de la Universidad Internacional Menéndez Pelayo.